# Het zoemende ei
Het zoemende ei is het drieënzestigste stripverhaal uit de reeks van Suske en Wiske. Het is geschreven door Willy Vandersteen en gepubliceerd in De Standaard en Het Nieuwsblad van 2 mei 1964 tot en met 10 september 1964. 
De eerste albumuitgave was in 1964, als derde deel in de gezamenlijke tweekleurenreeks. Het album kreeg hier nummer 53. In 1967 werd Het zoemende ei heruitgebracht in de Vierkleurenreeks met albumnummer 73. In 1999 verscheen het verhaal nog eens in Suske en Wiske Klassiek.

## Locaties
- Brazilië met Rio de Janeiro en het Amazonebekken (Mato Grosso) met de Amazone.

## Personages
- Suske, Wiske, tante Sidonia, Lambik, Jerom, professor Barabas, agent 17, zwerver, Krimson (de Spin) en handlangers, Cristobal (gids), Kobee en Sheba, Justisjustos (indianen), Patato (tovenaar).

## Uitvindingen
- Ruimtemagnetofoon

## Het verhaal
Lambik heeft goochelen als nieuwe hobby ontdekt, met wisselend succes. Als Lambik langsgaat bij Professor Barabas om daar een goocheltruc met een ei te demonstreren, brengt hij de professor toevallig op het idee voor de juiste code om een signaal te ontcijferen uit de ruimtemagnetofoon, een nieuwe uitvinding die berichten van verre exoplaneten  kan opvangen. Het ontcijferde bericht blijkt afkomstig te zijn van de planeet Lactona, waar de bewoners een reusachtig ei naar de aarde hebben gezonden. De reden is dat de Lactoniërs bezorgd zijn over de kernproeven op de planeet van de mensheid. In het park vertelt Lambik inmidels zijn verhaal aan een agent, onwetend dat een zwerver alles afluistert. Deze zwever spioneert voor de organisatie van "De Spin".
Lambik ontmoet op de jaarmarkt iemand die zich professor Diavolo noemt en die zich opwerpt als Lambiks coach bij het beter leren goochelen. Lambik neemt Diavolo mee naar professor Barabas. De professor heeft weer een nieuw bericht ontcijferd: het ei is inmiddels afgeworpen boven het Braziliaans oerwoud, Mato Grosso, en moet nu snel geopend worden. Dan blijkt de vermomde Diavolo de oude vijand Krimson (tevens De Spin) te zijn, en hij heeft alles afgeluisterd. Dankzij Jerom kan Krimson de vrienden niks aandoen, maar hij weet wel te ontsnappen. Suske en Wiske weten Krimson in eerste instantie staande te houden, maar dan worden ze zelf in de val gelokt en door Krimsons handlangers als gijzelaars opgesloten. Ze weten zich te bevrijden, en Wiske wil vanaf het dak de aandacht trekken door brand te stichten. De brand wordt echter veel groter dan bedoeld, en de brandweer kan weinig uitrichten. Jerom rent over een waterstraal naar het dak. Hij is echter net te laat om te voorkomen dat de kinderen door de boeven worden meegenomen in de helikopter van Krimson.
Jerom en Lambik volgen de helikopter naar de kust en laten zich met valschermen boven de boot van de boeven vallen. De boeven blijken echter te zijn overgestapt op een duikboot. Ze reizen richting Portugal, van waaruit ze door zullen vliegen naar Brazilië. De boot wordt getroffen door een torpedo. Lambik en Jerom belanden op een reddingsboot, waarna ze worden opgepikt door een watervliegtuig en terugkeren naar huis. De professor wacht nieuwe berichten van Lactona af. 
Lambik en Jerom gaan met een DC8 naar Rio de Janeiro, waar ze met een watervliegtuig naar de Amazone reizen. Hun gids Cristobal blijkt later een verrader te zijn. Jerom redt Cristobals leven, waarna de gids opbiecht dat hij is omgekocht door Krimson. 
Lambik en Jerom zetten hun zoektocht nu alleen verder. Ze ontmoeten een Indiaanse jager, die vertelt dat er een boot naar de zwarte rots is gevaren. Lambik en Jerom gaan naar de betreffende plek. Als Lambik op een poema schiet, zien ze een Hiller VZ-1 Pawnee met een handlanger van Krimson. Ze verslaan de schurk en vliegen met het platform naar een hut. Als Krimson hen ziet, vliegt hij met de kinderen weg. Suske en Wiske springen van het platform en duiken in de Amazone; ze weten dat Krimson op weg is naar het dorp van de Justisjustog, omdat het ei daar is neergekomen. Ze  weten te ontkomen aan Krimson en treffen dan Lambik en Jerom. Lambik redt een jongetje van een slang en zijn vader nodigt de vrienden uit in het dorp. De Justisjustog zijn buiksprekers en dragen handpoppen, maar de poppen kunnen ook zonder de mensen spreken. Lambik vraagt Patato naar het ei, maar krijgt niks te horen over de locatie.
Krimson komt ook in het dorp, waar hij net zo gastvrij wordt ontvangen als de vrienden. De dorpelingen vertellen echter ook hem niet waar het ei zich bevindt, maar evenmin nemen ze de waarschuwingen over Krimson ter harte. Krimson hypnotiseert Patato en wordt zo naar het ei gebracht, de vrienden volgen hem de volgende dag met de dorpelingen die zich willen wreken. De pop van Patato wijst de weg en al snel zien de vrienden het enorme ei op een steile rots. Krimson verdedigt de rots, maar dan breekt het ei en er komt een robot tevoorschijn. Het is een elektronische scheidsrechter die alle geschillen tussen mensen zal oplossen, zodat oorlog overbodig zal worden. Krimson doet nu alsof hij berouw heeft en legt bloemen onder de robot. In het boeket zit dynamiet verstopt. Krimson wil geen wereld zonder oorlog, aangezien oorlog voor hem juist winstgevend is. Jerom weet de vrienden en de robot nog net te redden van de bom.
Dan blijkt het metaal van Lactona helemaal niet bestand te zijn tegen de aardse temperaturen. De robot is hierdoor binnen de kortste keren weggesmolten. De mensen zullen hun geschillen dus alsnog zelf moeten oplossen. Teleurgesteld keren de vrienden terug naar huis.

## Achtergronden
- Justisjustos is een woordspeling op de Antwerpse uitdrukking "Just is just" (juist is juist).
- Patato is een woordspeling op "patat" (Antwerps voor aardappel).
- De attractie Jungle River in Bellewaerde werd van 1982 tot 1997 omgebouwd en gethematiseerd naar het stripverhaal.